# Josef Leopold Zvonař

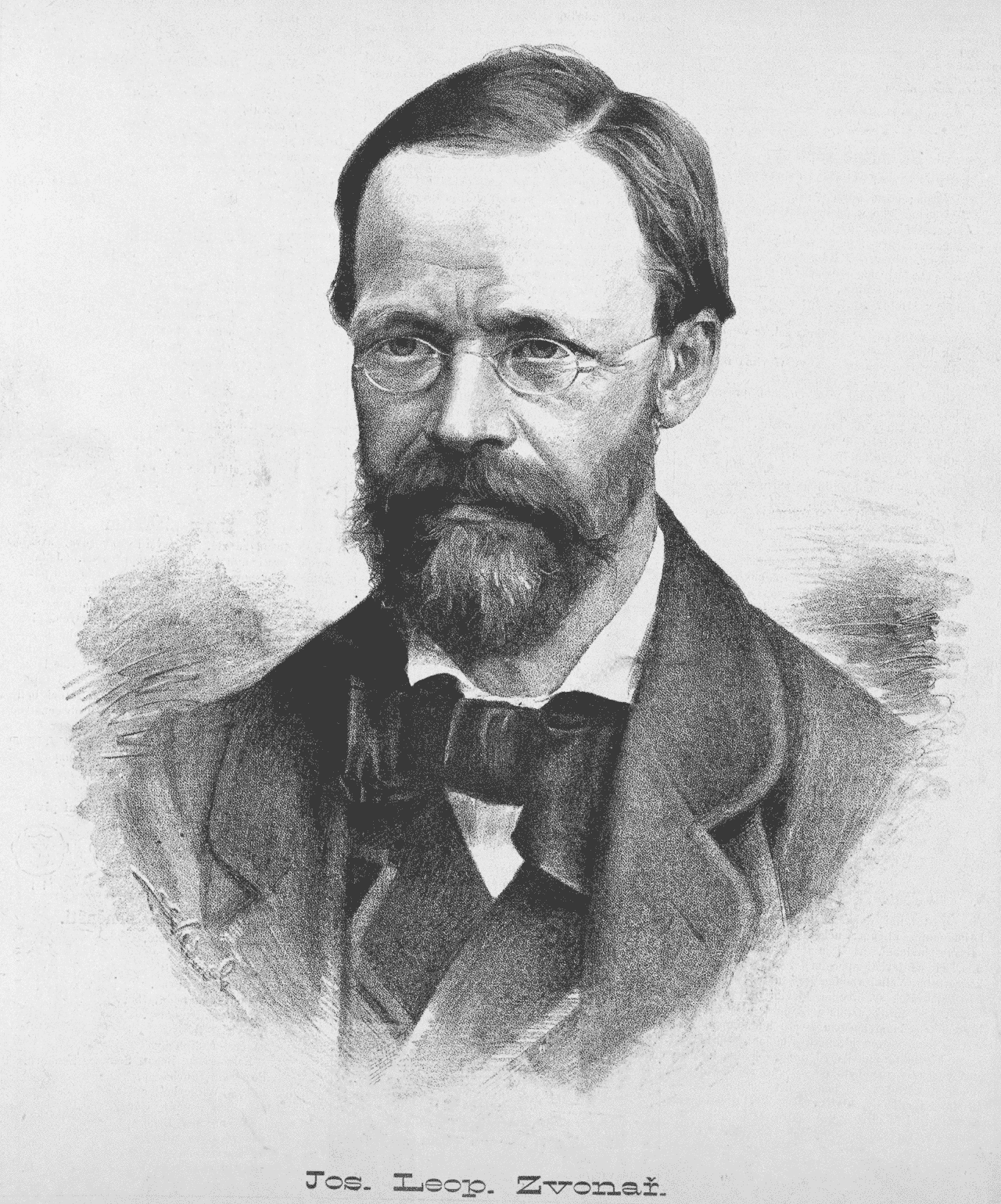
Josef Leopold Zvonař

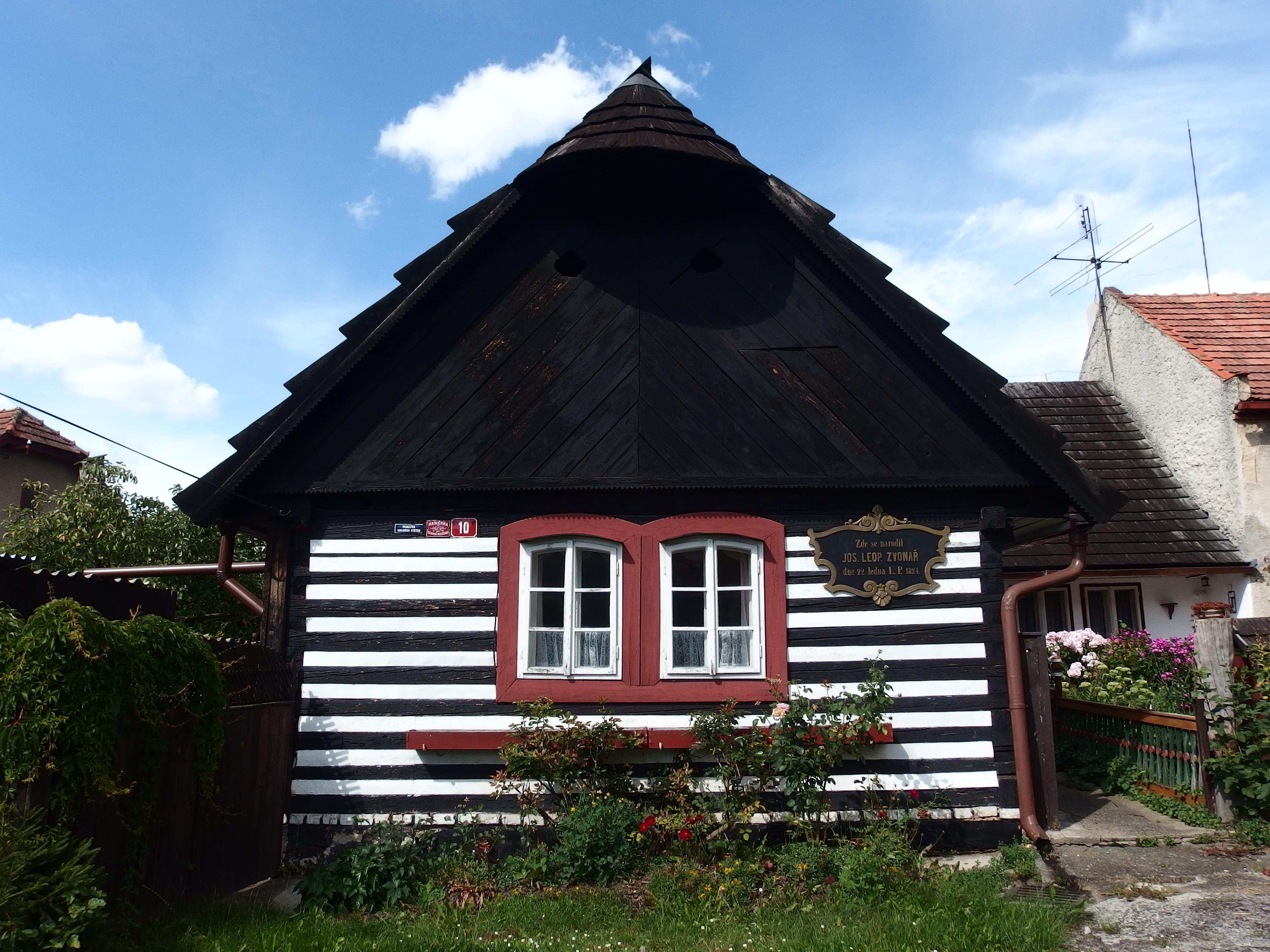
Geburtshaus von Josef Leopold Zvonař

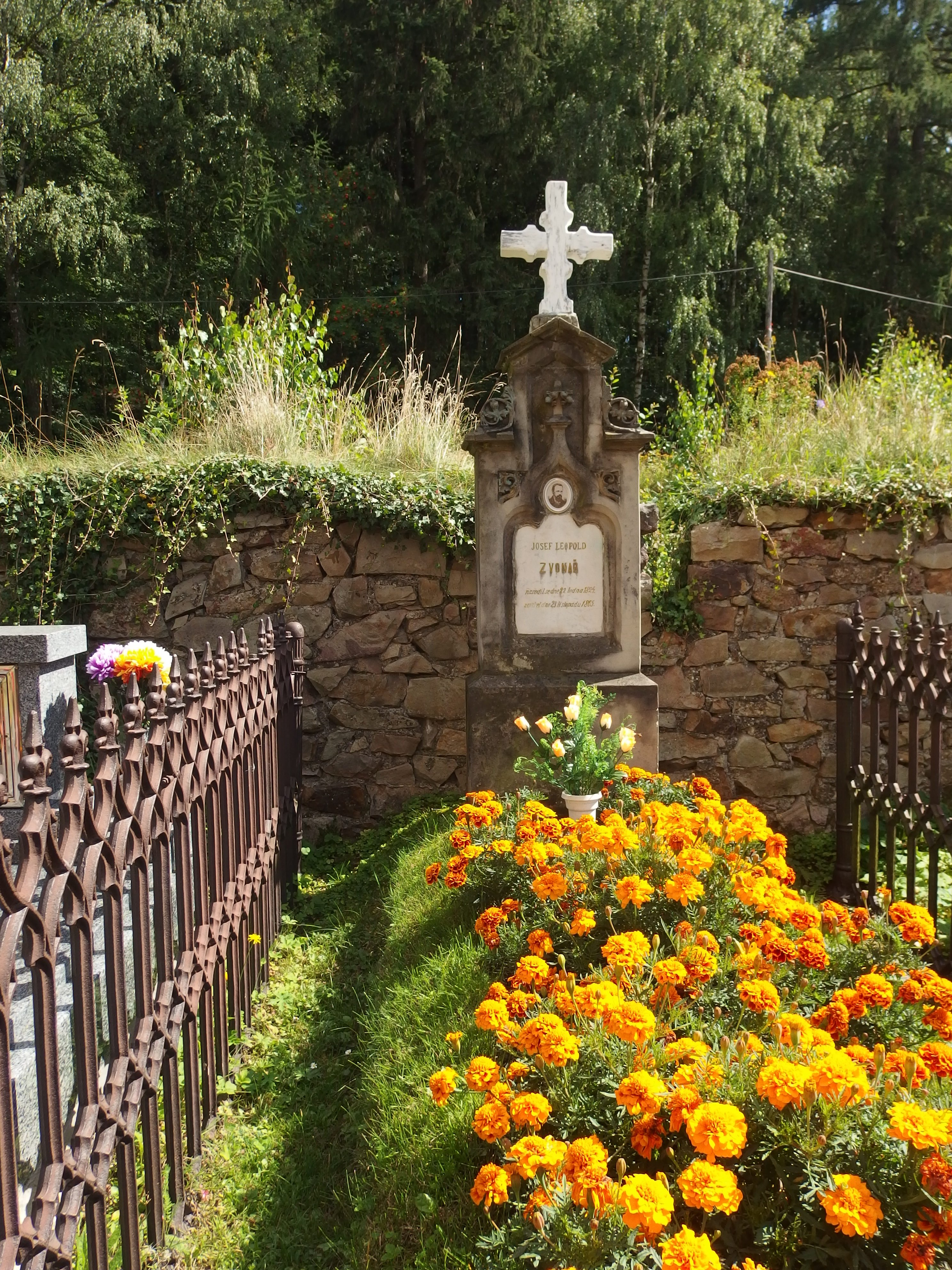
Grab von Josef Leopold Zvonař

Josef Leopold Zvonař (* 22. Januar 1824 in Kublov; † 23. November 1865 in Prag) war ein tschechischer Musikpublizist, Musikpädagoge, Organist und Komponist. Er studierte in Beroun und in Prag, wo er als Musiklehrer und -wissenschaftler tätig war.

## Leben
Joseph Leopold Zvonař wuchs in ärmlichen Verhältnissen auf. Seine Eltern waren der Maurer František Zvonař und seine Frau Kateřina geb. Prokšova. 1829 wurde er im Alter von sechs Jahren eingeschult. Der Lehrer František Klier hatte einen Chor gegründet, der ab Ostern 1831 an jedem Sonn- und Feiertag eine Messe oder Litanei aufführte. Der junge Zvonař wurde wegen seiner guten Stimme für diesen Chor ausgewählt. Hier kam er das erste Mal richtig mit Musik in Kontakt. Kliers Nachfolger Vaclav Eismann, der auch den Chor übernahm, erkannte Zvonařs musikalisches Talent. Zunächst erteilte er ihm Violinunterricht. Später kamen Unterricht auf der Flöte, der Klarinette und dem Horn dazu. Sein Onkel Josef Frýbert, ein blinder Geiger, Flötist, Klarinettist und Pianist, der am Prager Blindeninstitut in Hradčany unterrichtete und kleine Kompositionen für Flöte anfertigte, kam häufig zu Besuch und musizierte mit dem jungen Zvonař. Mit dreizehn erteilte Eismann Zvonař auch Klavierunterricht. In dieser Zeit komponierte er auch sein erstes Musikstück. Nach Ende der Schulpflicht begann er aus finanziellen Gründen eine Schneiderlehre und seine musikalische Karriere schien, zunächst beendet zu sein. Doch der Pfarrer des Ortes Josef Dmych, der den Jungen aus dem Chor kannte, erkannte seine Begabung und erteilte ihm weiterhin unentgeltlich Unterricht. Er stellte ihm eine einjährige Lehrerausbildung in Prag in Aussicht. Hierzu benötigt er einen Zertifikatsabschluss, den Zvonař nach drei Jahren Unterricht bei Dmych in einer Prüfung in Beroun erwarb. Dmych lehrte ihn nicht den für die Zertifikatsprüfung benötigten Unterrichtsstoff, sondern darüber hinaus musikalische Kenntnisse. Neben der Perfektionierung des Klavierspiels beschäftigten sie sich mit den Grundlagen des Generalbassspiels und der Musik Wolfgang Amadeus Mozarts und Johann Baptist Vanhals. Darauf brach er die Schneiderlehre ab und ging nach Prag. Dort machte er eine einjährige Lehrerausbildung. Trotz finanzieller Probleme fasste er den Entschluss, danach die dortige Orgelschule zu besuchen. Obwohl er die Aufnahmeprüfung nicht bestand, setzte sich Karel František Pitsch (1786–1858), der Direktor, für ihn ein. Er nahm ihn auf Grund seines guten Eindrucks doch in die Schule auf und vermittelte ihn der Familie des Fürsten Lobkowitz als Klavierlehrer. In zwei Schuljahren von 1842 bis 1843 war er dort Schüler und erhielt unter anderem Unterricht in Harmonielehre, Generalbass, Kontrapunkt, Komposition und Orgelspiel. Karel František Pitsch und František Blažek (1815–1900) waren seine Lehrer. Nach der Schulzeit wurde er zum Lehrassistenten Pitschs ernannt. Er wurde Zweiter Lehrer für Orgelspiel und später auch Lehrer für Chorgesang. In dieser Zeit studierte er die Werke Johann Sebastian Bachs, Georg Friedrich Händels, Mozarts und Ludwig van Beethovens. 1947 wurde bei einem Konzert des Cäcilienvereins Prag das erste Mal eine Komposition Zvonařs aufgeführt, das deutschsprachige Lied Der Abschied. Es wurde jedoch vom Publikum nur kühl aufgenommen. In der Folge geriet er immer mehr in den Einfluss der Bewegung der tschechischen Nationalen Erneuerung (České národní obrození). Er stand in Kontakt mit tschechischen Patrioten und vertonte fast ausschließlich tschechische Texte. Neben musikalischen Kompositionen schrieb er auch musiktheoretische Werke. Nach Pitschs Tod 1858 wurde er kommissarisch dessen Nachfolger. Da er aber nicht dauerhaft auf diese Stelle berufen wurde, wechselte er 1860 als Direktor an die Sophienakademie (Žofínské akademie), eine Prager Musikanstalt. Er wurde dort Nachfolger František Škroups. Hier führte er traditionellen Chorgesang für Männer- und Frauenchöre sowie neunmonatige Kurse für Klavier- und Gesangslehrer ein. Er unternahm darauf eine künstlerische Reise durch Deutschland. Nach seiner Rückkehr unterrichtete er von 1863 bis 1865 als Gesangslehrer an der höheren Mädchenschule in Prag. Ab Februar 1864 war er auch Chorregent an der Hl. Dreifaltigkeitskirche in Prag.
Zvonař engagierte sich in der Nationalen Bewegung. Er war Mitbegründer der Umělecká beseda und der Prager Chorvereinigung Hlahol. Er war Mitglied der Kommission für das tschechische Nationaltheater Národní divadlo. Zvonař widmete sich der Erforschung der altböhmischen Kirchenmusik. Aus dieser Tätigkeit resultierte die Veröffentlichung einer Reihe von liturgischen Gesängen, Chorälen und mehrerer wissenschaftlicher Aufsätze. BeiUmělecká beseda hielt er Vorträge zur Geschichte der tschechischen Musik und zu tschechischen Liedern. Für mehrere Zeitungen wie die Prager Zeitung (Pražski noviny), Dalibor und Slavoj schrieb er Musikkritiken. Am 23. November 1865 starb er in Prag. Das Fremdenblatt in Wien gab in seiner Sonntagsausgabe vom 26. November 1865 als Todesursache Lungentuberkulose an.

## Werke Auswahl
Joseph Leopold Zvonař komponierte zwei Opern, drei Ouvertüren, Kammermusiken, Klaviersonaten, zwei Messen, zwei Requien, Chorwerke sowie Lieder auf tschechische und deutsche Texte und publizierte die Monumente früher tschechischer Musik.

### Opern
Joseph Leopold Zvonař bemühte sich um eine tschechische Nationaloper, also eine Oper in tschechischer Sprache zu historischen tschechischen Sujets. Er hat hierbei eine gewisse regionale, musikhistorische Bedeutung.
In seinem Nachlass befanden sich zwei kleine Opern.
- Zaboj[17][18][19][20] Alois Vojtěch Šmilovský (1837–1883) bearbeitete Inhalte der Königinhofer Handschrift zu einem Libretto, das Zvonař 1861 vertonte. Die gesamte Oper wurde bisher nie auf die Bühne gebracht. Bei Konzerten der Umělecké besedy wurden zweimal Ausschnitte des Werks aufgeführt.[4][21]

### Orchesterwerke
- Ouvertüre c-moll op. 9, 1848
- Ouvertüre d-moll op. 23, 1855
- Ouvertüre zu einem Trauerspiel in c-moll op. 37. Das Werk wurde im ersten Konzert einer Konzertreihe des Prager Cäcilienvereins am 7. Dezember 1860 uraufgeführt.[22]
- Ouvertüre B-Dur

### Orchesterwerke mit Gesang
- Der Ritt zum Elfenstein. Ballade nach einer schwedischen Sage von Curt Oswald für Soli, Chor und Orchester op. 26, komponiert 1857, publiziert in Winterthur bei Rieter-Biedermann 1861 Die Neue Zeitschrift für Musik bespricht in einer ausführlichen Rezension das Werk in ihrer Ausgabe vom 1. Juli 1861.[23] Das Werk wurde unter anderem beim vierten Konzert einer Konzertreihe des Cäcilienvereins Prag am 6. Mai 1858 aufgeführt.[24]

- Morgenandacht des Brahmanen für Chor und Orchester, komponiert 1854, aufgeführt bei einem Konzert des Cäcilienvereins am 10. März 1855
- Dalibora vězně [Dalibors Gefangener] für Tenor, obligate Violine und Orchester op. 29. Lied nach einem Gedicht von Jan z Hvězdy, dem Pseudonym des Dichters Jan Jindřich Marek (1803–1853), 1858
- Umírající pěvec [Der sterbende Sänger] für Männerchor, Solobariton, Horn und Orchester op. 32, komponiert zwischen 20. November und 7. Dezember 1859, uraufgeführt bei einem Konzert des Prager Cäcilienvereins 16. Februar 1860[25]

### Vokalmusik
Joseph Leopold Zvonař vertonte Gedichte vieler damals beliebter tschechischer Autoren, wie Josef Chmela (1793–1847), Josef Krasoslav Chmelenský, František Ladislav Čelakovský, Karel Jaromír Erben, Václav Hanka, Václav Jaromír Picek (1812–1869), František Sušil und Karel Alois Vinařický (1803–1869). Joseph von Eichendorff war der einzige deutschsprachige Dichter, dessen Werke er vertonte. Er schrieb insgesamt über einhundert einstimmige Lieder, Duette, Terzette, Quartette und Chöre. Da er aber vor allem tschechische Texte vertonte, fanden die Werke keine weite Verbreitung. In seinem Nachlass befanden sich mehrere Messen.
- Gesänge religiösen Inhalts für Mannerchor op. 17 I Komm heil’ger Geist II Zu dir o Gott erheben III O Gott wir kommen voll Vertrau’n IV Vater blicke gnädig nieder V O Herr gedenke mein VI In deinem Namen fang’ ich VII O Herr du forderst Rechenschaft VIII Leih’ aus deines Himmels IX Gott wir danken für die Lehren X Dir Gott und Vater bringen wir XI So schliessen wir vol Dank und Freude XII Stets will ich an dich denken, publiziert in Prag bei Robert Veit[27]
- Musica sacra. Nr. 1. Graduale (Salvum fac servum tuum) pro abor a smyčcowé nástroje, Op. 33 für 4 Singstimmen, 2 Violinen, Viola, Baß und Orgel, publiziert in Prag bei Ad. Christoph und W. Kuhé[28]
- Musica sacra. Nr. 2. Missa pro defunctis, für 4 Singstimmen, 2 Violinen, Viola, Baß und Orgel, publiziert in Prag bei Robert Veit
- Blažené Památce sv. Cyrilla a Methoda blahověstů slovanských. Zpěvy ku veškerým častem mše svaté [Dem seligen Andenken der slavischen Apostel Cyrill und Method. Gesänge für sämmtliche Theile der heiligen Messe], publiziert in Prag bei Hofmann
- Lieder für vier Männerstimmen op. 38
- Bradlec, Ballade für gemischte Stimmen op. 39, publiziert bei in Prag, Bursik & Kouhout[29]
- Běla krasavice, op. 42, 1862
- Vokalmesse.op. 49. Am 25. August 1863, dem ersten Tag eines zweitägigen, slawischen Gesangsfest in Brünn zur Feier des eintausendjährigen Jubiläums Christianisierung Mährens, wurde zu Beginn eine Vokalmesse Zvonařs aufgeführt.[30][31][32]
- Gesänge religiösen Inhalts für Männerchor, 1. Abtheilung: Bitt- und Danksagungsgesänge, publiziert in Prag bei Robert Veit
- Quodlibet aus tschechischen Volksliedern für Männerchor, publiziert in Wien
- Pět zpěvů k slavnosti Božeho Těla, [Fünf Gesänge zur Frohnleichnamsprocession.] Vier Lieder aus dem tschechischen Kantional und eine Vertonung des Pange lingua, für Männerchor, publiziert in Prag bei Joh. Hoffmann
- Písně pro spolek katolických tovaryšů v Praze [Gesänge für katholische Gesellenvereine in Prag], publiziert in Prag, 1862
- Základy harmonie a zpěvu [Grundlagen der Harmonie und des Singens]: s příslušným navedením pro učitele hudby vůbec a národních škol zvláště [mit angemessener Anleitung für Musiklehrer an allen und nationalen Schulen im Besonderen] Škola a život.[Schule und Leben][33]

### Orgelmusik
Joseph Leopold Zvonař schrieb zahlreiche Präludien und Fugen für die Orgel.
- Šestero předeher pro čas vánoční. [Sechs Pastoralpräludien für die Weihnachtszeit] für Orgel Op. 12, publiziert in Prag bei Joh. Hoffmanns Wwe.[34]
- Album pro varhaníky [Album für Organisten]. Reihe von Uebergängen, Cadenzen und Vorspielen, wie sie der Organist beim Gottesdienste nothwendig hat op. 13, publiziert bei J. Hoffmann.[35] Die Neue Zeitschrift für Musik veröffentlichte in ihrer Ausgabe vom 15. Februar 1861 eine Rezension des Werks.[36]
- Slavnostní Předehra pro Boží hod velkonoční na motiv "Alleluja" [Festliche Ouvertüre zum Osterfest über das Thema Alleluja] Op. 18, Publiziert bei Robert Veit[37]
- Adventní píseň [Adventslied]: Jakož o tom proroci. [So wie die Propheten] Tři vánoční skladby pro varhany [Drei Weihnachtslieder für die Orgel]. Publiziert bei Robert Veit, 1859[38]
- Adventní piseň... s předehrou a dohrou a Tři vánočni skladby pro varhany, [Adventslied mit Vor- und Nachspiel und drei Weihnachtscompositionen für die Orgel], publiziert in Prag bei Robert Veit, 1859
- Šestero předher pro varhany pro sv. vánočni čas, [Sechs Pastoralpräludien], publiziert in Prag bei Robert Veit
- Slavnostní předehra pro Boži hod velikanoční na motiv „Alleluja“ [Prächtiges Vorspiel für den heiligen Tag auf Ostern auf das Motiv „Alleluja“] publiziert in Prag bei Robert Veit
- Hlahol, Pastorale. Böhmisches Weihnachtslied mit Vor- und Nachspiel. Pastoralpräludien und ein böhmisches Adventlied, publiziert in Prag bei Robert Veit
- Sonate für Orgel mit obligatem Pedal Nr. 4 op. 16[39] OCLC 605496723

Nach Karel František Pitschs Tod gab er einige dessen Orgelwerke heraus.

### Kammermusik
- Klaviertrio Es-Dur op. 22, 1854 I Allegro II Adagio con molto esspresione III Scherzo IV Allegro vivace V Finale. Caecilia Feier. Andante sostenuto
- Klavierquintett op. 24, 1855[25]
- Klavierquartett op. 31, 1857 I Allegro con brio II Andante III Scherzo IV Allegro vivace e capriccioso V Finale.[25]
- Klaviertrio in D-Dur. Dieses Werk befand sich in seinem Nachlass.

### Lieder
- Lhostejník op. 7, publiziert in Prag bei J. Hoffmann
- Veneček rosmarinový z ohlasn národních písní od Jos. Koláře, [Rosmarinkränzchen nach Volksliedern von Jos. Kolář] für eine Singstimme op. 30, publiziert in Prag bei Robert Veit, 1863[40]
- Čechy krásné, Čechy mé. Die Vertonung eines patriotischen Gedichtes Václav Jaromír Piceks hat heute immer noch eine regionale Bedeutung. Es wurde häufig publiziert und es existieren viele musikalische Bearbeitungen.
- Přes vršiny und Spi v pokoji werden häufig bei Begräbnissen und Trauerzeremonien aufgeführt.

### Klaviermusik
- Präludium und Fuge für Klavier, op. 1 publiziert in Prag bei Joh. Hofmann
- Impromptu (bei Sonnenuntergang) für Pianoforte op. 2, 1854,dem Fräulein Marie Nekola gewidmet, publiziert in Prag bei Joh. Hoffmann[41]
- Loreley. Phantasiestück für Pianoforte op. 3, der Frau Emilie Schuster gewidmet, publiziert in Prag bei Joh. Hoffmann[42] OCLC 964060547
- Sonate f-Moll für Klavier op. 10, 1849, publiziert in Prag bei Joh. Hoffmann[43][44] I Allegro, agitato con passione II Andante sostenuto III Intermezzo. Allegro assai IV Finale. Allegro non troppo,
- Nocturno. für Klavier zu vier Händen op. 25, 1856
- Primula veris. Andante und Allegro für Pianoforte, op. 27, 1857, publiziert in Prag bei Joh. Hoffmann[45]
- Sonate Nr. 3 a-moll Im Volkstone op. 28, 1857,
- Charakteristisches Tonstück für Pianoforte op. 40, publiziert in Prag bei Schalek, 1861
- Impromptu Es-Dur, 1857
- Sonate F-Dur für Klavier, publiziert in Prag bei Hoffmann. Andante espressivo. Variace I.-VIII. Scherzo [Tempo di Minuetto]. Trio. Andante quasi adagio
- Große Suite für Klavier zu vier Händen. I Marsch II Scherzo III Adagio, IV Tschechisches Volkslied mit Variationen V Intermezzo VI Finale, publiziert in Prag bei Hoffmann
- Theoreticko-praktická Škola piana s národními písněmi a cvičební látkou pro útlou mládež [Theoretische-Praktische Klavierschule mit nationalen Liedern und Übungen für die Jugend], publiziert bei Schalek und Watzler[46][47]

## Rezeption
Nachdem Joseph Leopold Zvonař die Direktorenstelle am Prager Sophieninstitut angetreten hatte, schrieb die Neue Zeitschrift für Musik in ihrer Ausgabe vom 28. September 1860: Hr. Jos. Leop. Zvonař, vormals Lehrer an der Orgelschule wurde zum Direktor der Sophien-Academie ernannt. Wir können dem Institute in vollstem Maße zu dieser Acquisition Glück wünschen, da jetzt ein Mann an die Spitze desselben gelangt, der durch seinen echt künstlerischen Charakter und seine vorzüglichen musikalischen Kenntnisse eine Bürgschaft für dessen Gedeihen bietet.
In einer Rezension seines Albums für Organisten schrieb die Neue Zeitschrift für Musik in ihrer Ausgabe vom 15. Februar 1861: Zvonař hat das volle Zeug zu ein solches Unternehmen. Er besitzt eine gewandte Feder und ist im musikalischen Lehramte wie in der Kunst des Orgelspiels wohl erfahren. Zum Werk selbst schrieb sie, dass es eine Halbheit sei und dem sonst geschickten und strebsamen Autor wenig Ehre und Freude bringen dürfte.

## Gedenken
Sein Grab befindet sich auf dem Velíz. In seinem Heimatort Kublov wurde Zvonař 1871 mit der Errichtung eines in Fürstenberger Hütte in Nový Jáchymov gegossenen Denkmal geehrt.